# المختار لغزيوي
المختار لغزيوي (مواليد سنة 1972 بمكناس) صحفي مغربي، رئيس تحرير جريدة الأحداث المغربية.

## الجدل
في يونيو 2012، أعلن المختار الغزيوي خلال مقابلة أجرتها معه الإعلامية «ريما زهر الدين» مقدمة برنامج «العد العكسي» الذي تبثه «قناة الميادين» الإخبارية التي تبث برامجها من بيروت، عن تأييده وموافقته، ممارسة أخته للجنس خارج إطار العلاقة الزوجية التي ينظمها القانون والشريعة الإسلامية في المغرب، ودعا إلى ضرورة ضمان الحرية الجنسية وإلغاء الفصل 490 من القانون الجنائي الذي يُجرم العلاقة الجنسية بين رجل وامرأة خارج إطار الزواج، حيث اعتبر العلاقات الجنسية حرية فردية لا يجب المساس بها.
وعلى خلفية هذا التصريح، هاجم الشيخ عبد الله نهاري، في مقطع فيديو تم بثه على اليوتوب بتاريخ 29 يونيو 2012، الصحفي المختار الغزيوي، حيث نعته فيه بـ«الديّوث الذي يجب قتله».